# Olivlångnäbb
Olivlångnäbb (Macrosphenus concolor) är en fågel i familjen afrikanska sångare inom ordningen tättingar.

## Utseende och läte
Olivlångnäbben är en liten sångarlik fågel med lång, rak näbb och kort stjärt som dock till skillnad från krombekar (Sylvietta) når ut förbi vingspetsarna. Fjäderdräkten är helt enfärgat grågrön. Sången är snabb och repetativ, i engelsk litteratur återgiven som "toWHEtoWHURtoWHEtoWHUR...".

## Utbredning och systematik
Olivlångnäbben förekommer från södra Guinea och Sierra Leone till nordöstra Angola och sydvästra Uganda. Den behandlas som monotypisk, det vill säga att den inte delas in i några underarter.

### Familjetillhörighet
Tidigare placerades långnäbbarna i den stora familjen Sylviidae, men DNA-studier har visat att denna är parafyletisk gentemot andra fågelfamiljer som lärkor, svalor och bulbyler. Sylviidae har därför delats upp i ett antal mindre familjer, däribland familjen afrikanska sångare, där förutom långnäbbar även krombekar inom släktet Sylvietta, samt de monotypiska arterna stråsångare, mustaschsångare, fynbossångare och damarasångare ingår.

## Levnadssätt
Olivlångnäbben hittas i skogsområden. Där ses den födosöka efter insekter bland klängväxter och i lövverket, ofta i kringvandrande artblandade flockar.

## Status och hot
Arten har ett stort utbredningsområde, men tros minska i antal, dock inte tillräckligt kraftigt för att den ska betraktas som hotad. Internationella naturvårdsunionen IUCN listar arten som livskraftig (LC). Världspopulationen har inte uppskattats men den beskrivs som vanlig i många områden.